# 대칭 대수
추상대수학에서 대칭 대수(對稱代數, 영어: symmetric algebra)는 벡터 공간(또는 가군)으로부터 생성되는 가환 결합 대수이다.:III.67–III.75, §III.6 대칭 대수의 원소는 벡터 공간(또는 가군)의 벡터들의 형식적 곱의 합이며, 벡터들의 곱의 경우 (텐서 대수와 달리) 교환 법칙이 성립한다. (만약 교환 법칙을 부여하지 않으면 대신 텐서 대수의 개념을 얻는다. 마찬가지로, 대신 반교환 법칙을 부여하면 외대수의 개념을 얻는다.)
일부 경우, 대칭 대수의 원소는 주어진 가환환 계수의 다항식으로 해석될 수 있다. 이 경우, 대칭 대수를 다항식환(多項式環, 영어: polynomial ring)이라고 부른다.

## 정의
다음 데이터가 주어졌다고 하자.
- 가환환 {\displaystyle R}
- {\displaystyle R}-가군 {\displaystyle M}

그렇다면, {\displaystyle M}으로 생성된 대칭 대수 {\displaystyle \operatorname {Sym} (M;R)}는 {\displaystyle R} 위의 가환 자연수 등급 대수이다. 이는 다음과 같이 세 가지로 정의될 수 있다.
- 범주론의 보편 성질을 통해 대칭 대수의 개념을 추상적으로 정의할 수 있다. 이 경우, 대칭 대수의 추상적인 성질들 및 유일성이 자명하지만, 그 구체적 구성 및 존재 여부는 자명하지 않다.
- 텐서 대수의 몫을 통해 대칭 대수를 구체적으로 구성할 수 있다. 이 경우, 대칭 대수의 구체적 구조는 자명하지만, 그 추상적인 성질들을 일일이 손수 확인해야 한다.
- 대칭 대수는 또한 보편 포락 대수의 특수한 경우로 여길 수 있다.
- 유한 차원 자유 가군 위의 대칭 대수는 일종의 형식적 다항식들의 공간으로 정의할 수 있다. 이 경우는 보통 다항식환이라고 불린다.

### 보편 성질을 통한 정의
{\displaystyle R} 위의 가환 결합 대수들의 대수 구조 다양체 범주 {\displaystyle \operatorname {CAlg} _{R}}와 {\displaystyle R} 위의 가군들의  대수 구조 다양체 범주 {\displaystyle \operatorname {Mod} _{R}}를 생각하자. 이 경우, 곱셈을 잊는 망각 함자
{\displaystyle G\colon \operatorname {CAlg} _{R}\to \operatorname {Mod} _{R}}
가 존재한다. 이는 대수 구조 다양체의 성질에 따라 왼쪽 수반 함자를 갖는다.
{\displaystyle \operatorname {Sym} \colon \operatorname {Mod} _{R}\to \operatorname {CAlg} _{R}}
{\displaystyle \operatorname {Sym} \dashv G}
이 경우, 함자 {\displaystyle \operatorname {Sym} }을 대칭 대수 함자라고 하며, 임의의 {\displaystyle R}-가군 {\displaystyle M\in \operatorname {Mod} _{R}}에 대하여 그 상 {\displaystyle \operatorname {Sym} (M)}을 {\displaystyle M}으로부터 생성되는 대칭 대수라고 한다.
임의의 {\displaystyle M\in \operatorname {Mod} _{R}}에 대하여, 수반 함자의 성질로 인하여 단위원 사상
{\displaystyle \eta _{M}\colon M\to G(\operatorname {Sym} (M))}
이 존재하며, 또한 임의의 {\displaystyle A\in \operatorname {CAlg} _{R}}에 대하여, 수반 함자의 성질로 인하여 쌍대 단위원 사상
{\displaystyle \epsilon _{A}\colon \operatorname {Sym} (G(A))\to A}
이 존재한다.

### 구체적 구성
가군 {\displaystyle M}으로 생성된 텐서 대수
{\displaystyle \operatorname {T} (M;R)=\bigoplus _{i=0}^{\infty }M^{\otimes i}=\bigoplus _{i=0}^{\infty }\overbrace {M\otimes _{R}M\otimes _{R}\dotsb \otimes _{R}M} ^{i}=\bigoplus _{i=0}^{\infty }\operatorname {T} ^{i}(M;R)}
는 {\displaystyle R} 위의 자연수 등급 대수이다. 그 속의 {\displaystyle \operatorname {T} (M;R)}의 다음과 같은 양쪽 아이디얼을 생각하자.
{\displaystyle {\mathfrak {S}}(M;R)=\operatorname {Span} _{R}\left\{\operatorname {T} (M;R)\otimes _{R}(u\otimes _{R}v-v\otimes _{R}u)\otimes _{R}\operatorname {T} (M;R)\colon u,v\in M\right\}}
이는 등급을 보존한다. 이에 대한 몫 등급 대수
{\displaystyle \operatorname {Sym} (M;R)={\frac {\operatorname {T} (M;R)}{{\mathfrak {S}}(M;R)}}=\bigoplus _{i=0}^{\infty }\operatorname {Sym} ^{i}(M;R)}
를 {\displaystyle M}으로 생성된 대칭 대수라고 한다.:III.67, Définition III.6.1 이는 {\displaystyle R} 위의 자연수 등급 대수이며, 또한 가환환이다.
대칭 대수의 낮은 등급 성분들은 다음과 같다.
{\displaystyle \operatorname {Sym} ^{0}(M;R)\cong \operatorname {T} ^{0}(M;R)\cong R}
{\displaystyle \operatorname {Sym} ^{1}(M;R)\cong \operatorname {T} ^{1}(M;R)\cong M}
특히, 둘째 동형 {\displaystyle M\to \operatorname {Sym} ^{1}(M;R)\hookrightarrow \operatorname {Sym} (M;R)}는 보편 성질을 통한 정의에서 수반 함자의 단위원 사상에 해당한다. 마찬가지로, 임의의 {\displaystyle R} 위의 가환 결합 대수 {\displaystyle A}에 대하여, 다음과 같은 값매김 사상을 정의할 수 있다.
{\displaystyle \operatorname {Sym} (A;R)\to A}
{\displaystyle a_{1}\otimes _{R}a_{2}\otimes _{R}\dotsb \otimes _{R}a_{k}\mapsto a_{1}a_{2}\dotsm a_{k}}
이는 보편 성질을 통한 정의에서, 수반 함자의 쌍대 단위원 사상에 해당한다.
특히, 가군 {\displaystyle M}의 쌍대 가군 {\displaystyle M^{\vee }}의 대칭 대수는
{\displaystyle \operatorname {Sym} (M^{\vee };R)=R[M]}
으로 표기되며, {\displaystyle M} 위의 다항식환이라고 한다. 특히, 만약
{\displaystyle M=\bigoplus _{i=1}^{k}R}
가 유한 생성 자유 가군일 때, {\displaystyle M}에 기저 {\displaystyle x_{1},x_{2},\dots ,x_{k}\in M}를 부여하여
{\displaystyle R[x_{1},x_{2},\dots ,x_{k}]}
라고 흔히 표기한다.

### 보편 포락 대수를 통한 정의
약간 다르게, 대칭 대수는 아벨 리 대수의 보편 포락 대수로 여길 수 있다. 구체적으로, {\displaystyle R} 위의 가군 {\displaystyle M}에 자명한 리 괄호
{\displaystyle [u,v]=0\qquad \forall u,v\in M}
를 부여하자. 그렇다면, 이는 {\displaystyle R} 위의 아벨 리 대수를 이룬다. 그 위의 보편 포락 대수
{\displaystyle \operatorname {U} (M;R)=\operatorname {Sym} (M;R)}
는 자연스럽게 {\displaystyle R}-결합 대수인데, 이를 대칭 대수라고 한다. 모든 리 괄호가 0이므로 이는 사실 가환 결합 대수이며, 추가로 자연수 등급을 보존한다.
특히, 대칭 대수는 보편 포락 대수의 일종이므로 자연스럽게 호프 대수의 구조를 갖는다.

### 다항식을 통한 정의
만약 {\displaystyle M=R}일 경우 (또는 보다 일반적으로, {\displaystyle M}이 유한 생성 자유 가군일 경우), {\displaystyle \operatorname {Sym} (M;R)}는 다음과 같이 다항식을 통해 정의할 수 있다.
구체적으로, {\displaystyle R} 계수의, 변수 {\displaystyle x}에 대한 다항식
{\displaystyle p(x)=r_{0}+r_{1}x+r_{2}x^{2}+\cdots +r_{k}x^{k}\qquad (r_{0},r_{1},\dots ,r_{k}\in R)}
들의 집합 {\displaystyle R[x]}를 생각하자. (이 합은 유한 개의 항만을 갖는다. 즉, 다항식의 차수가 유한하여야 한다.) 다항식의 차수
{\displaystyle \deg p=\max\{i\in \mathbb {N} \colon p_{i}\neq 0\}}
를 정의할 수 있다.
이제, 다항식들의 형식적인 합과 곱을 자연스럽게 정의할 수 있다.
{\displaystyle p(x)+q(x)=\sum _{i=0}^{\max\{\deg p,\deg q\}}(p_{i}+q_{i})x^{i}}
{\displaystyle p(x)q(x)=\sum _{i=0}^{\deg p}\sum _{j=0}^{\deg q}p_{i}q_{j}x^{i+j}}
인 {\displaystyle n}을 다항식 {\displaystyle p}의 차수라고 하고, {\displaystyle \deg p}로 표기한다.
이 경우, {\displaystyle R[x]}는 자연스럽게 1차원 자유 가군 {\displaystyle R} 위의 대칭 대수이다.
보다 일반적으로, {\displaystyle n}차원 자유 가군 위의 대칭 대수 {\displaystyle \operatorname {Sym} (R^{\oplus n};R)}의 경우, 형식적 변수(=자유 가군의 기저) {\displaystyle x_{1},x_{2},\dots ,x_{n}}을 도입하여, 이들에 대한 다항식의 공간으로 나타낼 수 있다.

### 값매김
가환환 {\displaystyle R} 위의 가군 {\displaystyle M}의 대칭 대수 {\displaystyle \operatorname {Sym} (M;R)} 위의 값매김(영어: evaluation)은 다음과 같은 {\displaystyle R}-가군 준동형이다.
{\displaystyle \operatorname {eval} \colon \operatorname {Sym} (M)\otimes _{R}M^{\vee }\to R}
{\displaystyle \operatorname {eval} \colon m_{1}\otimes _{R}m_{2}\otimes _{R}\cdots \otimes _{R}m_{k}\otimes _{R}\phi \mapsto \phi (m_{1})\phi (m_{2})\dotsm \phi (m_{k})}
여기서 {\displaystyle M^{\vee }=\hom _{R}(M,R)}는 {\displaystyle M}의 쌍대 가군이다.
사실, 임의의 {\displaystyle \phi \in M^{\vee }}에 대하여,
{\displaystyle \operatorname {eval} (-\otimes _{R}\phi )\colon \operatorname {Sym} (M)\to R}
{\displaystyle \operatorname {eval} (-\otimes _{R}\phi )\colon S\mapsto \operatorname {eval} (S\otimes _{R}\phi )}
는 {\displaystyle R}-대칭 대수의 준동형을 이룬다.
특히, 임의의 가군 {\displaystyle M}은 스스로의 이중 쌍대 가군으로의 자연스러운 가군 준동형
{\displaystyle \iota \colon M\to M^{\vee \vee }}
{\displaystyle \iota m\colon \phi \mapsto \phi (m)}
을 갖는다. 이에 따라, 쌍대 가군 위의 대칭 대수 {\displaystyle \operatorname {Sym} (M^{\vee };R)=R[M]} 위에 다음과 같은 값매김을 정의할 수 있다.
{\displaystyle R[M]\otimes _{R}M\to R}
{\displaystyle p\otimes _{R}m\mapsto \operatorname {eval} (p\otimes _{R}\iota (m))}
다항식의 관점에서, 이는 단순히 다항식의 변수에 값을 치환하는 것에 불과하다. 예를 들어, {\displaystyle R[x]}에서 다항식
{\displaystyle p(x)=r_{0}+r_{1}x+r_{2}x^{2}+\dotsb +r_{k}x^{k}\in R[x]}
및 {\displaystyle s\in R}가 주어졌을 때,
{\displaystyle \operatorname {eval} (p\otimes _{R}s)=r_{0}+r_{1}s+r_{2}s^{2}+\dotsb +r_{k}s^{k}\in R}
이다.

## 성질

### 직합의 대칭 대수
임의의 두 {\displaystyle R}-가군 {\displaystyle M}, {\displaystyle N}에 대하여, 다음이 성립한다.
{\displaystyle \operatorname {Sym} (N\otimes _{R}\operatorname {Sym} (M;R);\operatorname {Sym} (M;R))\cong \operatorname {Sym} (M\oplus N;R)}
특히, 임의의 가환환 {\displaystyle R}에 대하여 다음이 성립한다.
{\displaystyle R[x,y]\cong R[x][y]}

### 가군론적 성질
{\displaystyle M=R^{\oplus d}}이 유한 생성 자유 가군이라고 하자. 그렇다면, {\displaystyle \operatorname {Sym} (M;R)} 역시 {\displaystyle R}-자유 가군이며, 각 등급의 차원은 다음과 같은 이항 계수이다.
{\displaystyle \dim _{R}\operatorname {Sym} ^{i}(R^{\oplus d};R)={\binom {d+i-1}{i}}}
다만, {\displaystyle \operatorname {Sym} (M;R)} 자체는 (무한 차원 자유 가군이므로) 유한 생성 가군이 아니다.

### 환론적 성질
임의의 가환환 {\displaystyle R}에 대하여, 다음이 성립한다.
- 만약 {\displaystyle R}가 유일 인수 분해 정역이라면, {\displaystyle R[x]} 역시 유일 인수 분해 정역이다.
- 만약 {\displaystyle R}가 뇌터 환이라면, {\displaystyle R[x]} 역시 뇌터 환이다.
- 만약 {\displaystyle R}가 체라면, {\displaystyle R[x]}는 유클리드 정역이다.

## 예
임의의 가환환 {\displaystyle R} 위의 자명한 가군 {\displaystyle \{0\}}을 생각하자. 이 경우, 그 위의 대칭 대수는 역시 자명환 {\displaystyle \{0=1\}}이다.
만약 가환환 {\displaystyle R}의 표수가 1 (즉, 자명환) 또는 2라면, {\displaystyle R}에서 {\displaystyle +1=-1}이 되며, {\displaystyle R}-가군 {\displaystyle M}으로 생성되는 대칭 대수는 {\displaystyle M}으로 생성되는 외대수와 같다 (즉, {\displaystyle R} 위의 자연수 등급 가환 결합 대수로서 표준적으로 동형이며, 텐서 대수의 같은 양쪽 아이디얼에 대한 몫이다.).
{\displaystyle \operatorname {char} R\mid 2\implies \operatorname {Sym} (M;R)\cong \operatorname {\Lambda } (M;R)}

## 같이 보기
- 외대수
- 바일 대수
- 클리퍼드 대수